# Província de Hanôver
```
   |-
       | 
Erro:
:  
valor não especificado para "
continente
"
```

A província de Hanôver ou Hanovre (alemão: Provinz Hannover) era uma província do Reino de Prússia e do Estado Livre da Prússia de 1868 a 1946.
Durante a Guerra Austro-Prussiana, o Reino de Hanôver tentou manter uma posição neutra, junto com alguns outros estados membros da Confederação Germânica. Depois que Hanôver votou a favor da mobilização das tropas da confederação contra a Prússia em 14 de junho de 1866, a Prússia viu isso como uma causa justa para declarar guerra; o Reino de Hanôver logo foi dissolvido e anexado pela Prússia. A riqueza privada da destronada Casa de Hanôver foi então usada por Otto von Bismarck para financiar seus esforços contínuos contra Luís II da Baviera.
Em 1946, a administração militar britânica recriou o Estado de Hanôver com base no antigo Reino de Hanôver; mas dentro de um ano, por instigação da liderança alemã, foi fundido no novo estado (Bundesland) da Baixa Saxônia—juntamente com os estados de Oldenburg , Brunswick e Schaumburg-Lippe—com a cidade de Hanôver como a capital deste novo estado.